# Comuna de Sejny
Sejny (polaco: Gmina Sejny), (Lituano: Seinų valsčius) é uma gminy (comuna) na Polónia, na voivodia de Podláquia e no condado de Sejneński. A sede do condado é a cidade de Sejny.
De acordo com os censos de 2004, a comuna tem 4111 habitantes, com uma densidade 18,9 hab/km².

## Área
Estende-se por uma área de 218,01 km², incluindo:
- área agricola: 67%
- área florestal: 27%

## Demografia
Dados de 30 de Junho 2004:
|                      | Total   | Total | Mulheres | Mulheres | Homens  | Homens |
| -------------------- | ------- | ----- | -------- | -------- | ------- | ------ |
|                      | pessoas | %     | pessoas  | %        | pessoas | %      |
| População            | 4111    | 100   | 1961     | 47,7     | 2150    | 52,3   |
| Densidade (pop./km²) | 18,9    | 100   | 9        | 9        | 9,9     | 9,9    |

De acordo com dados de 2002, o rendimento médio per capita ascendia a 1422,82 zł.

## Comunas vizinhas
- Giby, Krasnopol, Puńsk, Sejny.